# Ranunculus peltatus
Ranunculus peltatus é uma espécie de planta com flor pertencente à família Ranunculaceae. 
A autoridade científica da espécie é Schrank, tendo sido publicada em Baier. Fl. ii. 103.
Os seus nomes comuns são ranúnculo-aquático e borboleta-aquática.

## Portugal
Trata-se de uma espécie presente no território português, nomeadamente em Portugal Continental.
Em termos de naturalidade é nativa da região atrás indicada.

## Protecção
Não se encontra protegida por legislação portuguesa ou da Comunidade Europeia.